# Metaphycus malgacinus
Metaphycus malgacinus är en stekelart som först beskrevs av Jean Risbec 1957.  Metaphycus malgacinus ingår i släktet Metaphycus och familjen sköldlussteklar. Inga underarter finns listade i Catalogue of Life.